# Nordenskov
Nordenskov er en by i Sydvestjylland med 687 indbyggere  (2024), beliggende 30 km nordøst for Esbjerg, 24 km sydvest for Grindsted og 15 km øst for kommunesædet Varde. Byen hører til Varde Kommune og ligger i Region Syddanmark.
Nordenskov hører til Øse Sogn. Øse Kirke ligger i landsbyen Øse 2 km sydvest for Nordenskov. Mellem Nordenskov og Øse ligger Øse Efterskole og Sønderskov Teglværk.

## Faciliteter
Nordenskov Skole har 120 elever, fordelt på 0.-6. klassetrin. For 0.-3. klassetrin er der helhedsskole, altså sammensmeltning med SFO.
Områdets første børnehave var placeret i en ældre lærerbolig i Øse, men i 1996 blev børnehaven Teglhuset bygget i Nordenskov. Den blev i 2001 udvidet med 168 m² og kan nu rumme 80 børn i alderen 3-6 år.
Nordenskov har en Dagli'Brugs.
Helle Hallen i landsbyen Vrenderup 5 km sydøst for Nordenskov er stadig fælles idrætshal for byerne i den tidligere Helle Kommune.
Nordenskov Ungdoms- og Idrætsforening (NUIF) begyndte i 1990 med at arrangere Owen Luft Kånsert i juni med deltagelse af lokale orkestre. I 2000 kom Agerbæk Sportsforening ind i samarbejdet, og man satsede på et større arrangement med professionelle bands. Koncerten foregår på Nordenskov Stadion og der sælges kun 5.000 billetter.
NUIF har også et herre volleyhold i den bedste danske række.

## Historie
I 1904 beskrives Nordenskov og Øse således: "Øse (c. 1340: Øsæ), ved Landevejen, med Kirke, Præstegd., Skole, Missionshus (opf. 1897), Forsamlingshus (opf. 1894) og Kro;...Nordenskov med Andelsmejeri;" Det lave målebordsblad fra 1900-tallet betegner Nordenskov som Lille Øse.
Forsamlingshuset, der ikke ligger i Øse, men i Nordenskov og nu hedder Nordenskov Forsamlings- og Kulturhus, blev moderniseret i 1955. Huset er på 545 etagekvadratmeter. Det har i de seneste år været ejet af en andelsforening, men da den ikke kunne betale terminen, blev huset solgt på tvangsauktion i januar 2018, og dets fremtid er usikker. Det samme gælder Nordenskov Kro, som efter at have været til salg i 5 år lukkede 31. december 2017, hvorefter der kun er udlejet sale. Krostuen er dog åbnet igen i 2020, med jævnlige arrengementer

### Jernbanen
Nordenskov fik jernbanestation på Varde-Grindsted Jernbane (1919-72). Ved stationens omløbs- og læssespor var der svinefold. Ved Øse havde banen et trinbræt, som i 1930'erne havde sidespor med siderampe og sporskifte i begge ender samt privat sidespor til Sønderskov Teglværk. Stationsbygningen i Nordenskov er revet ned, men ½ km af banens tracé er bevaret som sti sydvest for Heagervej.